# Seenotrettungsstation Lauterbach
Die Seenotrettungsstation Lauterbach ist ein Stützpunkt von freiwilligen Helfern der Deutschen Gesellschaft zur Rettung Schiffbrüchiger (DGzRS) an der Südküste der Ostseeinsel Rügen. Bei einem Seenotfall auf dem Rügenschen Bodden wird kurzfristig das Seenotrettungsboot (SRB) CASPAR OTTEN im kleinen Hafen von Lauterbach besetzt. Im Regelfall erfolgt die Alarmierung durch die Zentrale der DGzRS in Bremen, wo die Seenotleitung Bremen (MRCC Bremen) ständig alle Alarmierungswege für die Seenotrettung überwacht.

## Revier und Zusammenarbeit
Nach der deutschen Wiedervereinigung hatte die DGzRS zur rettungstechnischen Abdeckung des Boddens im Süden von Rügen zunächst die historische Station in Thiessow auf der Halbinsel Mönchgut wieder in Betrieb genommen. Nach einem Jahr gründete die Gesellschaft im September 1991 die Station in Lauterbach, die für den westlichen Bereich des Boddens günstiger gelegen ist und auch für den Eingang zum Strelasund schneller erreichbar ist. Nach Osten reicht das Revier bis auf die Ostsee zur Insel Greifswalder Oie, wo ein Seenotkreuzer der Gesellschaft stationiert ist. Der Hafen von Lauterbach dient vielen Wassersportlern und Seglern als Ausgangspunkt für Fahrten im Revier. Daneben werden Fahrten mit Fahrgastschiffen zur vorgelagerten Insel Vilm angeboten.
Bei umfangreicheren Suchaktionen oder Einsätzen im Revier erfolgt eine gegenseitige Unterstützung durch die benachbarten Stationen:
- Kreuzer der Seenotrettungsstation Greifswalder Oie
- Boot der Seenotrettungsstation Freest
- Boot der Seenotrettungsstation Stralsund

## Geschichte und aktuelles Boot
Mit Gründung der Station schloss die DGzRS die Station in Thiessow und verlegte das dort liegende 7-Meter-Boot in den Kommunalhafen Lauterbach. Das 1972 gebaute Boot kam ursprünglich als KAATJE in Hörnum zum Einsatz und wurde danach mehrfach verlegt. Letzte Station vor Rügen war die Seenotrettungsstation Puttgarden gewesen, wo sie den Namen BRUNTJE trug. Auf Rügen erhielt sie den Namen SÜDPERD, dem kleinen Kap gleichen Namens bei Thiessow. In Lauterbach war auch kein langer Aufenthalt, denn im Juni 1993 wurde ein Neubau der 2. Generation SRB stationiert und die SÜDPERD wechselte zu ihrer letzten Station in Kiel-Schilksee, von wo sie 1999 nach Rügen zurückkehrte und heute am Kap Arkona als Museumsschiff vor den beiden Leuchttürmen liegt.
Das neue SRB 37 PUTBUS konnte mit dem 220 PS-Motor 18 Knoten als Höchstgeschwindigkeit erreichen und war damit fast doppelt so schnell wie das Vorgängerboot. Nach 24 Jahren ging die 8,5 Meter lange PUTBUS außer Dienst und Lauterbach erhielt im Juni 2017 von der Seenotrettungsstation Langeoog die CASPAR OTTEN. Das SRB 56 war 2001 auf der Fr. Lürssen Werft in Bremen-Vegesack gebaut worden und besitzt im Gegensatz zur Vorgängerbauform eine vollständig geschlossene Kajüte, die Personen und Technik besser schützt. Sie ist der zehnte Neubau aus der ersten Serie der aktuellen Klasse mit 9,5 Metern Länge und ist nach dem langjährigen Vormann auf der ostfriesischen Insel Langeoog benannt. Mit dem 320-PS-Motor erreicht die CASPAR OTTEN ebenfalls 18 Knoten Geschwindigkeit und ist in der Lage, auch größere Schiffe in Schlepp zu nehmen. 2023 ging das Boot zur Ausbildungsflotte in Neustadt und wurde ersetzt durch die etwas längere GERHARD ELSNER aus der gleichen Klasse. Diese war vorher in Schilksee, wo ein neues Boot der 8,9-m-Klasse stationiert worden war.
Daten zum aktuellen Seenotrettungsboot:

## Historie motorisierter Rettungseinheiten
| Stationierung von Seenotrettungsbooten |                |          |                   |                            |         |                |                              |
| Zeitraum                               | Schiffsname    | Reg.-Nr. | Länge oder Klasse | Anz. Motoren ges. Leistung | Geschw. | vorige Station | Verlegung nach oder Verbleib |
| 1991 → 1992                            | SÜDPERD        | KRST 17  | 7-m-Klasse (1971) | 1 → 54 PS                  | 10,0 kn | von Thiessow   | → Schilksee                  |
| 1992 → 2017                            | PUTBUS         | SRB 37   | 8,5-m-Klasse      | 1 → 220 PS                 | 18,0 kn | Neubau         | ausgemustert                 |
| 2017 → 2023                            | CASPER OTTEN   | SRB 56   | 9,5-m-Klasse      | 1 → 320 PS                 | 18,0 kn | von Langeoog   | → Trainingsflotte Neustadt   |
| seit 2023                              | GERHARD ELSNER | SRB 73   | 10,1-m-Klasse     | 1 → 380 PS                 | 18,0 kn | von Schilksee  | auf Station                  |

Quellen: 

## Fotogalerie der Rettungsboote

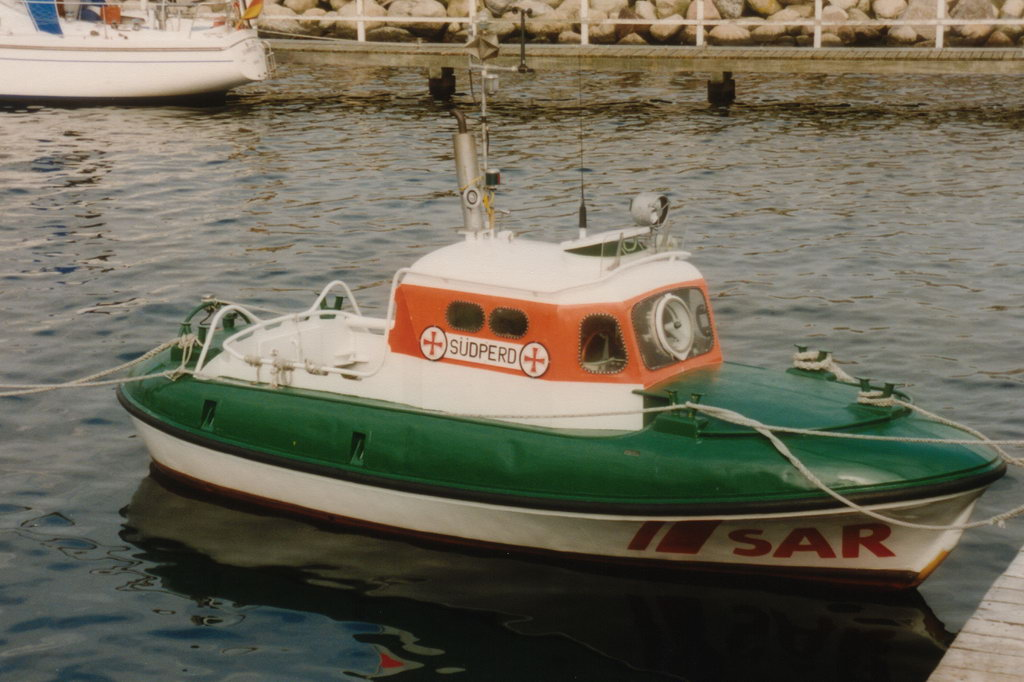
SRB SÜDPERD in Schilksee
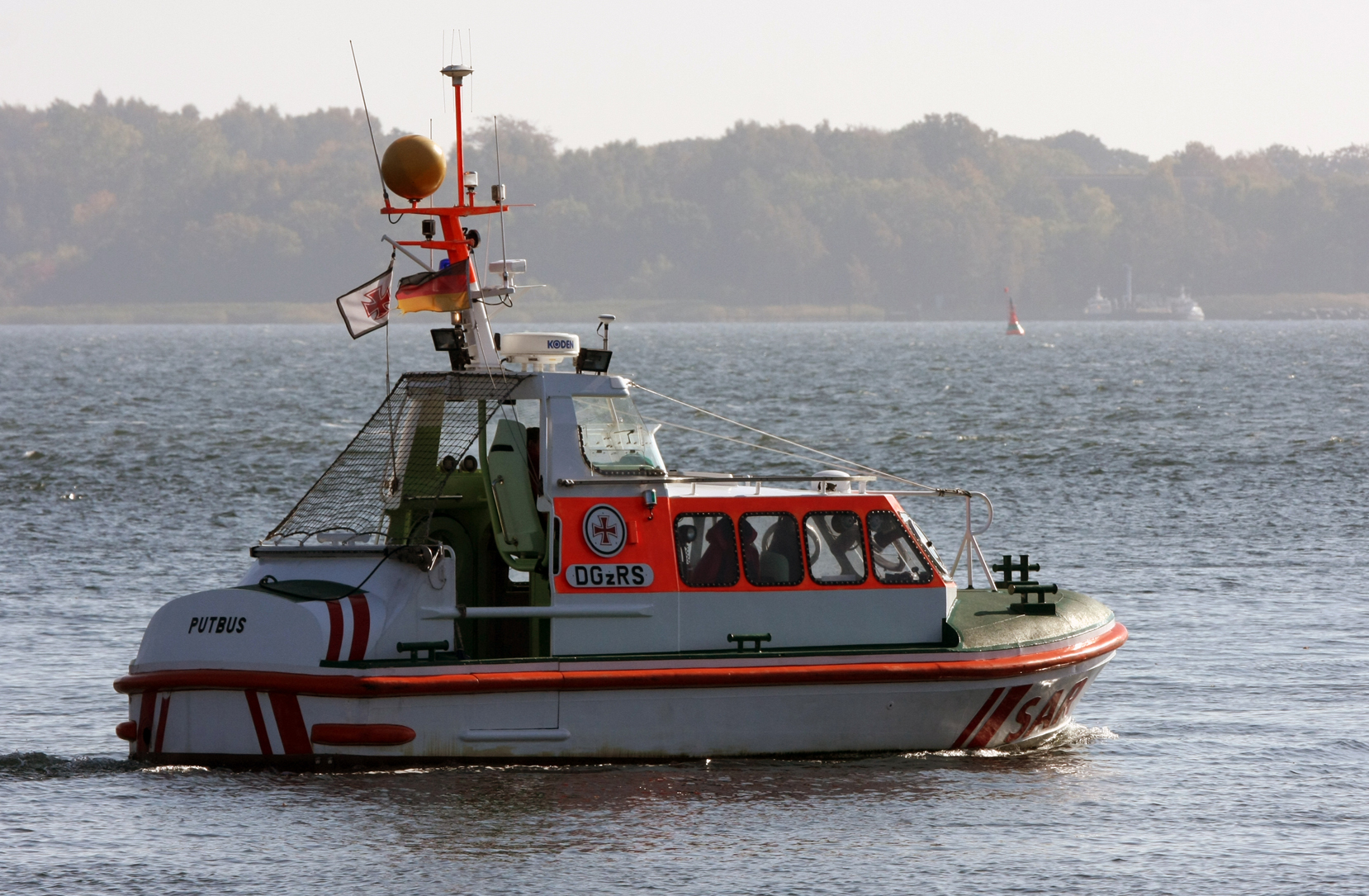
SRB PUTBUS auf dem Bodden
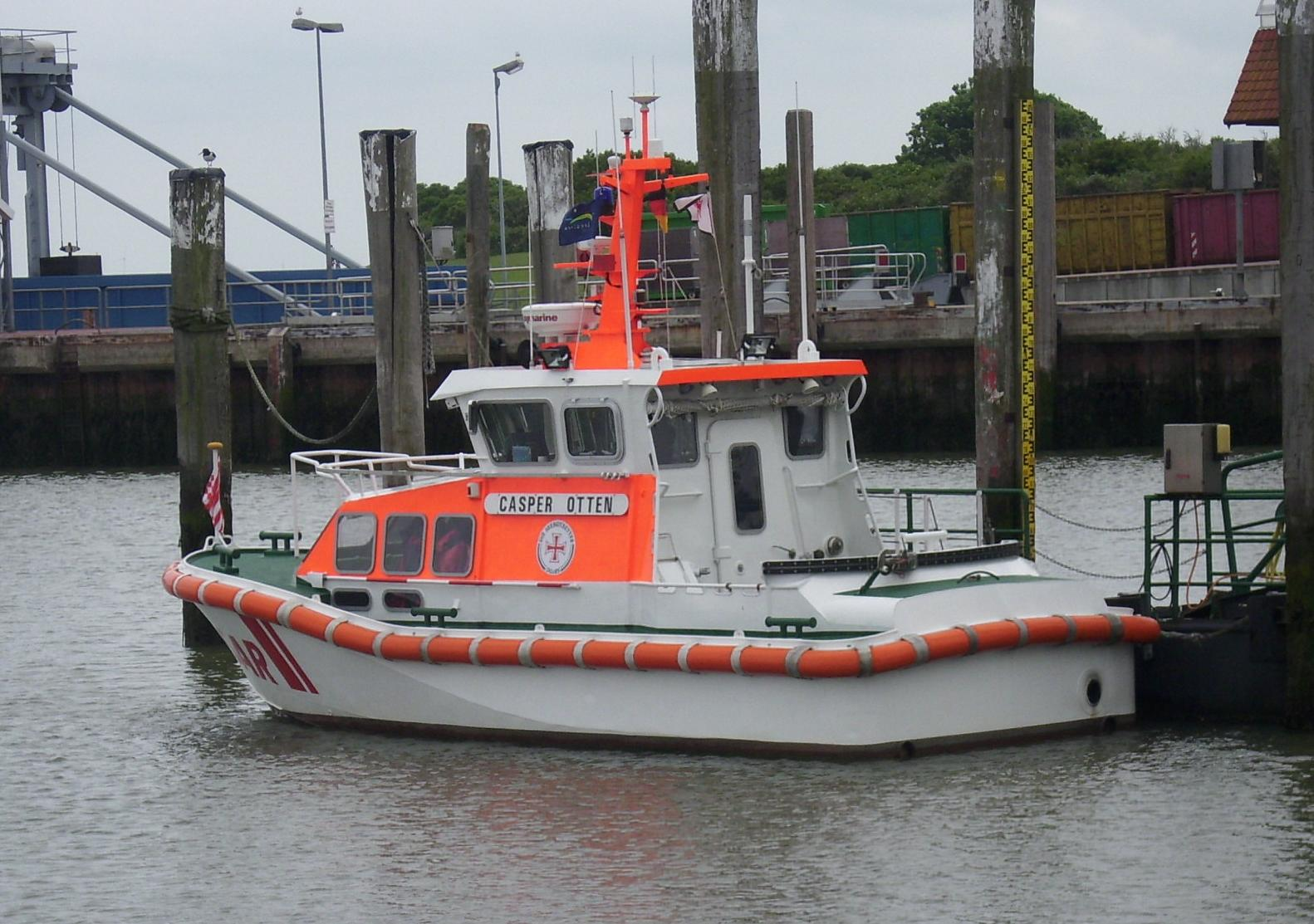
SRB CASPER OTTEN auf Langeoog